# 4you2
4you2 (do inglês, "para você também") é uma escola de idiomas que fornece aulas de inglês ministradas por intercambistas na periferia de São Paulo. Criada em 2011 em Capão Redondo, em 2017 haviam passado pela companhia cerca de 200 professores de 50 países.

## História
Criada em 2011 pelos então estudantes Carolina Fuga e Gustavo Fuga, a companhia trabalha com estrangeiros com fluência em inglês mas que não falam português e que possuem interesse no ensino a comunidades carentes. Com o apoio de ONGs que fornecem o espaço nos bairros de baixa renda, a empresa fornece as aulas de idioma a um custo reduzido. A empresa iniciou ligando voluntários interessados em um intercâmbio a interessados no aprendizado do idioma, sendo os intercambistas hospedados com famílias da comunidade onde trabalham, mediante pagamento de um aluguel reduzido. Posteriormente expandindo com capital próprio, passou a pagar uma bolsa-auxílio pelo trabalho dos voluntários e um aluguel às ONGs que antes cediam as sedes. Não é exigido dos professores uma educação formal, como um curso de letras, mas estes passam por um treinamento e uma avaliação.
Em 2015, a empresa foi finalista no Prêmio Empreendedor Social, e em 2017 cerca de 200 intercambistas de 50 países haviam passado por ela.